# Aéroport d'Iakoutsk
L'aéroport de Iakoutsk (iakoute : Дьокуускай Аэропорт, russe : Аэропо́рт Яку́тск) (code IATA : YKS • code OACI : UEEE) est un aéroport desservant la ville de Iakoutsk, en Russie. Il dispose d'une piste (l'ancienne piste sert de tarmac pour de vieux avions) et peut accueillir 700 passagers par heure.
L'aéroport est le hub cinq compagnies aériennes régionales, dont Yakutia Airlines et Sakha Avia.
Sa construction date de 1931, et son terminal international actuel a été construit en 1996. C'est un "aéroport de diversion" sur la route Polaire 4,.
Iakoutsk dispose d'un aéroport de plus petite taille, l'Aéroport de Magan.

## Situation

### Carte des aéroports russes
| \| 50 km1:1 791 000 \| Koursk Abakan Anapa Pskov Arkhangelsk Astrakhan Barnaoul Belgorod Blagoveshchensk Bratsk Grozny Guelendjik Iakoutsk Iékaterinbourg Ijevsk Ioujno-Sakhalinsk Irkoutsk Kaliningrad Kazan Kemerovo Khabarovsk Khanty-Mansiïsk Krasnodar Krasnoïarsk Magadan Magnitogorsk Makhachkala Mineralnye Vody Mirny Moscou · SVO Moscou · DME Moscou-VKO Mourmansk Narian-Mar Nijnekamsk Nijnevartovsk Nijni Novgorod Noïabrsk Alykel Novokouznetsk Novossibirsk Novy Ourengoï Omsk Orenbourg Oufa Oulan-Oude Oulianovsk Perm Petropavlovsk-Kamtchatski Rostov · sur-le-Don Sabetta Saint-Pétersbourg Salekhard Samara Saratov Simferopol Sotchi Sourgout Stavropol Kyzyl Syktyvkar Tcheliabinsk Tchita Tioumen Tomsk Vladivostok Volgograd Voronej |
| 50 km1:1 791 000 |

## Statistiques
Pour des raisons techniques, il est temporairement impossible d'afficher le graphique qui aurait dû être présenté ici.

Voir la requête brute et les sources sur Wikidata.

## Galerie

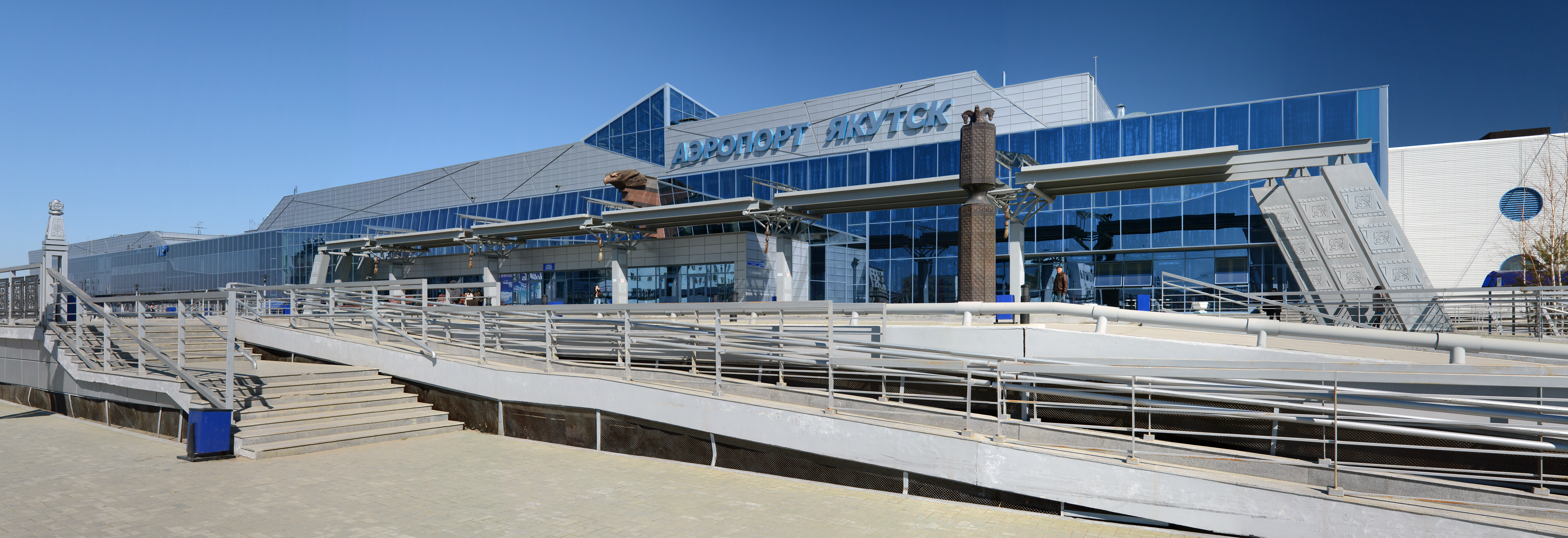
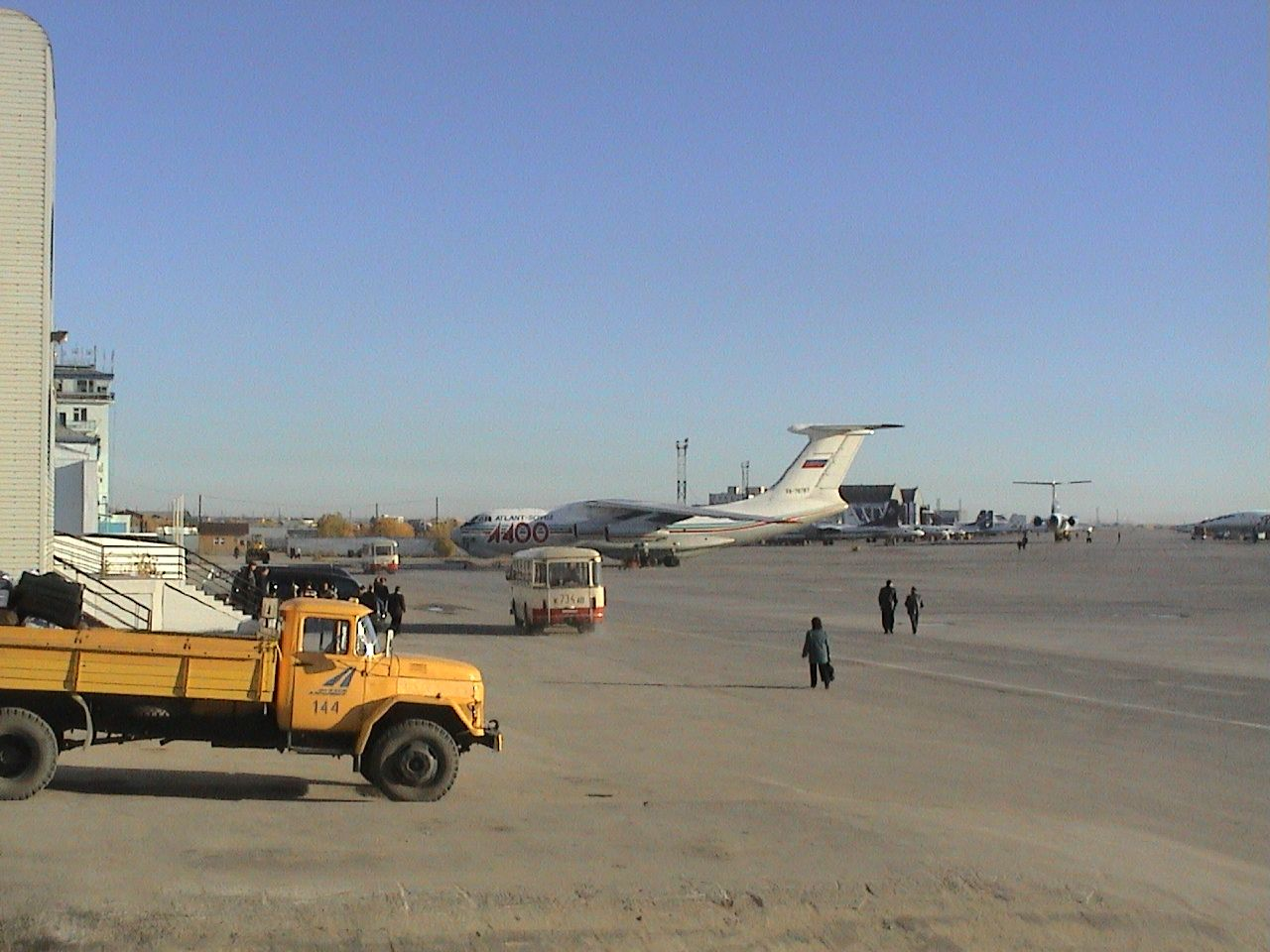
Ilyushin Il-76 sur le tarmac de l'aéroport de Iakoutsk
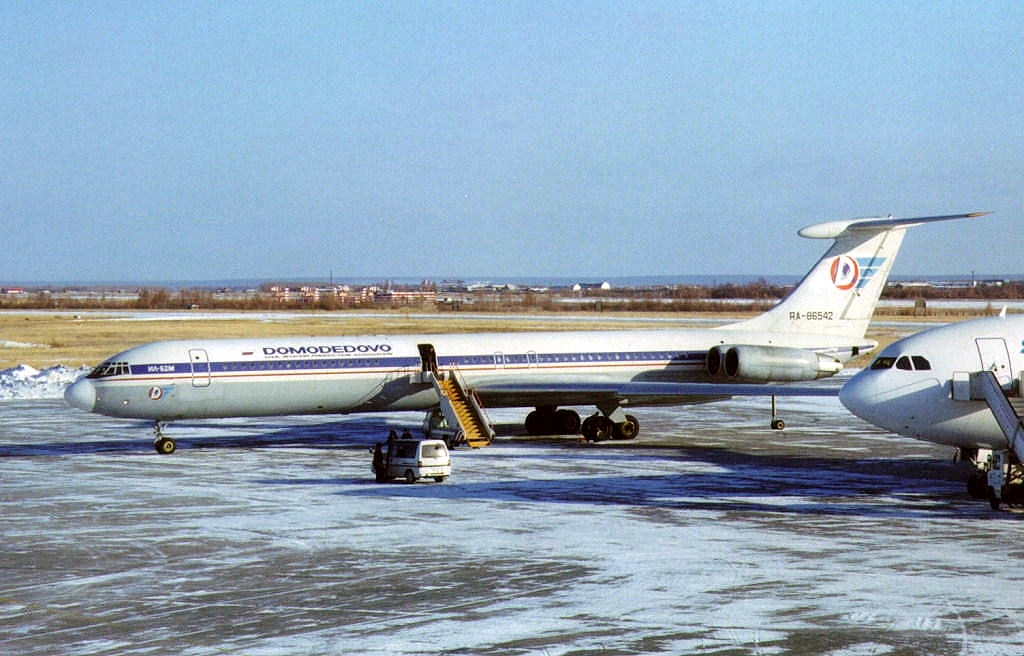
Iliouchine Il-62 de Domodedovo Airlines sur le tarmac en 1998.
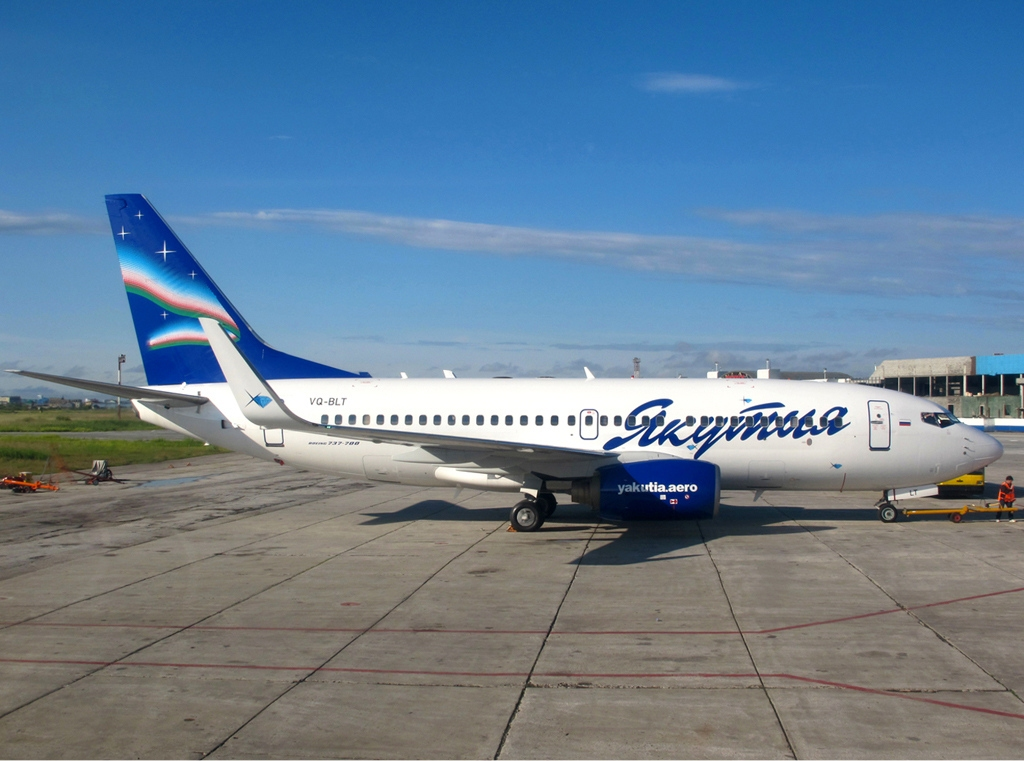
Boeing 737-700 de Yakutia Airlines
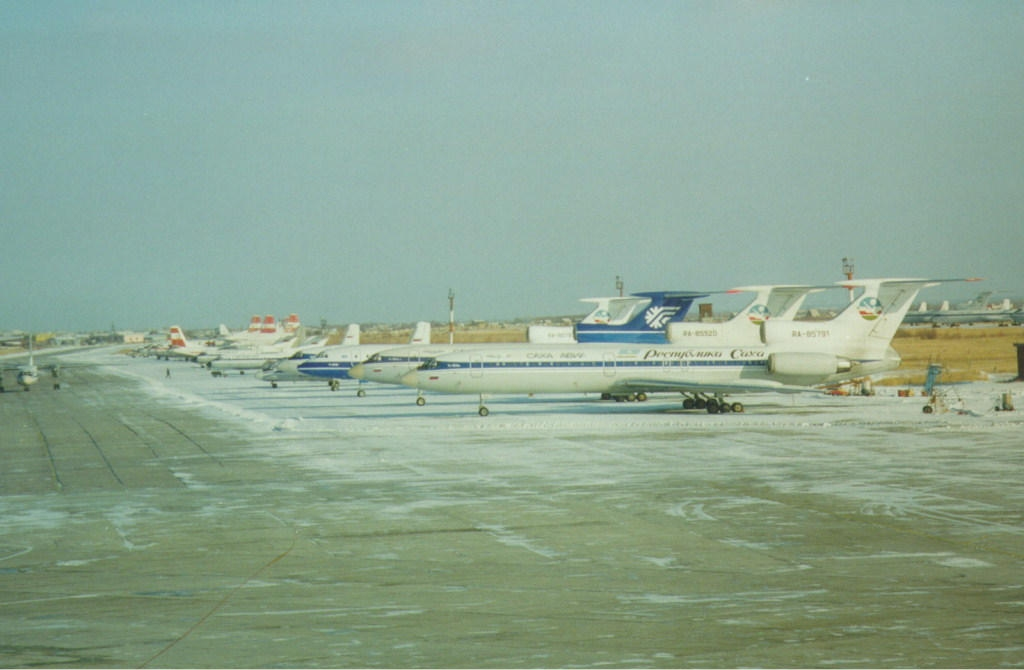
Tupolev Tu-154 sur le tarmac
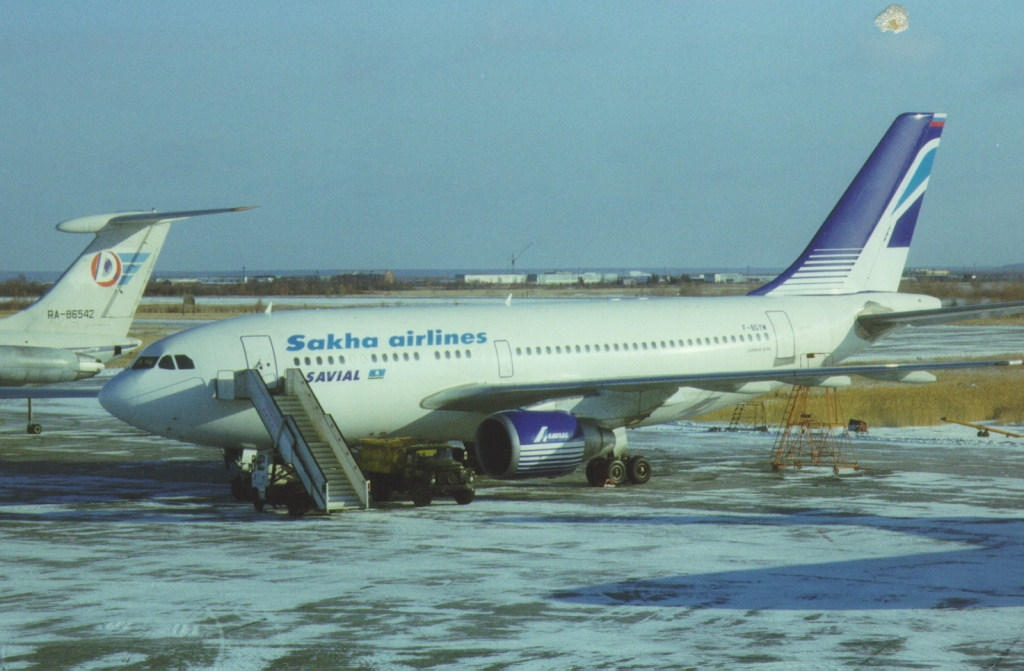
Airbus A310 de Sakha Avia sur le tarmac en 1998.

## Compagnies aériennes et destinations
| Compagnies                  | Destinations |
| --------------------------- | --- |
| Aeroflot                    | Krasnoïarsk-Iémélianovo , Moscou Chérémétiévo |
| Alrosa Mirny Air Enterprise | Lensk (en), Mirny |
| Angara Airlines             | Irkoutsk, Novossibirsk-Tolmatchevo |
| Polar Airlines              | Batagay (en), Belaya Gora (en), Tcherski, Tchokourdakh, Députatski (en), Irkoutsk, Lensk (en), Moma, Niourba (en), Oliokminsk (en), Oléniok (en), Samcheok, Saskylakh (en), Srednékolymsk (en), Sountar (en), Tiksi, Oust-Kouïga (en), Oust-Maïa (en), Oust-Néra (en), Verkhneviliouïsk (en), Viliouïsk (en), Zyryanka |
| S7 Airlines                 | Moscou-Domodédovo, Novossibirsk-Tolmatchevo En saison : Vladivostok |
| Ural Airlines               | Magadan-Sokol (en), Iékaterinbourg-Koltsovo |
| Yakutia Airlines            | Blagovechtchensk-Ignatiévo, Tcherski, Tchita (Kadala) (en), Harbin Taiping, Irkoutsk, Kazan, Khabarovsk, Krasnoïarsk-Iémélianovo, Magadan-Sokol (en), Mirny, Moscou-Vnoukovo, Nerioungri-Tchoulman, Novossibirsk-Tolmatchevo, Saint-Pétersbourg-Poulkovo, Séoul-Incheon, Tiksi, Baïkal-Oulan Oude, Vladivostok, Iékaterinbourg-Koltsovo, Zhigansk En saison : Anapa, Krasnodar-Pashkovsky, Omsk, Petropavlovsk-Kamtchatski-Iélizovo, Sotchi-Adler |

Édité le 06/09/2020